# Черказова, Евгения Ивановна
Евгения Ивановна Черказова (род. 16 сентября 1966 года, с. Кременевка, Володарский (ныне — Никольский) района Донецкой области) — украинская аккордеонистка и педагог. Основатель класса клавишного аккордеона в Национальной музыкальной академии им. П. И. Чайковского. Народная артистка Украины (2011).

## Биография
Евгения Ивановна Черказова родилась 16 сентября 1966 года в селе Кременевка Володарского (ныне — Никольского) района Донецкой области. В 1975 году ее семья переехала в Горловку. С 1975 по 1981 год Евгения Ивановна училась в Енакиевской  музыкальной школе по классу педагога В. В. Богинина.
В 1981—1985 годах училась в Артёмовском музыкальном училище (класс Б. Т. Масляникова). В 1990 году окончила Киевскую консерваторию (ныне Национальная музыкальная академия Украины имени П. И. Чайковского), в 1993 году училась в ассистентуре по классу педагога М. А. Давыдова, а также в классе оркестрового дирижирования у профессора А. Г. Власенко.
В настоящее время Евгения Ивановна Черказова работает в Национальной музыкальной академии Украины имени Петра Чайковского. Прошла должностные ступени:  преподаватель (1991), старший преподаватель (1993), доцент (1997), профессор (2012).
Учениками профессора Черказовой являются заслуженный артист Украины Юрий Тертычный, кандидат искусствоведения доцент НМАУ им. П. И. Чайковского Виктор Бондарчук, лауреаты международных конкурсов: Олег Микитюк, Анатолий Дунаев, Дмитрий Мотузок, Анна Щербань, Олег Волянский, Антон Вальков, Оксана Мартынюк, Роман Воронка, Василий Бендас и др.
Евгения Ивановна выступает с сольными и ансамблевыми концертными программами, с 1992 года работает в составе инструментального квартета «Источник» Национальной филармонии Украины. В 2005 году Евгения Ивановна была приглашена в итальянский город Рекоаро-Терме, где оставила отпечаток руки в «Музее самых известных аккордеонистов мира».
Выступала с сольными концертами на сценах городов Генуя, Салоники, Патра, Венеция, Верона, Парма, Тревизо,  Верчелли и др.

## Награды и звания
- Заслуженная артистка Украины (17.10.1995).
- Народная артистка Украины (01.12.2011).
- Лауреат Всеукраинского (1988) и международных конкурсов.
- Обладательница Главного приза и золотой медали на конкурсе «Гран при» (1989, Мютциг, Франция).